# تمرین چندجانبه
تمرین چندجانبه (انگلیسی: Cross-training) به فرایند انجام چندین تمرین ورزشی از دسته‌های مختلف گفته می‌شود. هدف از این نوع تمرین‌ها، بهبود عملکرد کلی است. در این روش از اثربخشی یک تمرین برای پوشش کاستی‌های تمرین‌های دیگر استفاده می‌شود.